# Museu Regional de Vitória da Conquista
Museu Regional de Vitória da Conquista (MRVC) é um museu de história situado em Vitória da Conquista, município brasileiro do estado da Bahia. Foi criado em 1991 pela Universidade Estadual do Sudoeste da Bahia (UESB), ligado à Pró-Reitoria de Extensão da universidade. Ocupa a Casa Henriqueta Prates, um casarão preservado do fim do século XIX na Praça Tancredo Neves, habitado por Dona Henriqueta Prates e parte do primeiro núcleo urbano de Vitória da Conquista.
Uma das salas do local recebe o nome de Glauber Rocha e conta com documentação em vídeos e documentários, fotografias, livros e jornais sobre o cineasta conquistense.
O local também possui a Biblioteca Heleusa Figueira Câmara, inaugurada em 1996 para abrigar uma hemeroteca, uma videoteca e um acervo de livros, revistas e trabalhos acadêmicos sobre a história e cultura da região do Planalto da Conquista.[carece de fontes?]